# اهتاکاکوپ ۱۰۴
اهتاکاکوپ هند ریزرو شماره ۱۰۴ (به انگلیسی: Ahtahkakoop Indian Reserve No. 104) یک منطقهٔ مسکونی در کانادا است که در ساسکاچوان واقع شده‌است.

## خصوصیات
اهتاکاکوپ هند ریزرو شماره ۱۰۴ ۱٬۱۰۱ نفر جمعیت دارد.